# Ślęgowa konstrukcja dachu
Ślęgowa konstrukcja dachu – dach ślęgowy, dach drewniany typowy dla tradycyjnego budownictwa skandynawskiego, szwajcarskiego i białoruskiego. 
Konstrukcja dachu dwuspadowego, bezkrokwiowa. Pokrycie dachu (zazwyczaj z desek) opiera się na belkach zwanych ślęgami, ułożonych równolegle do kalenicy.